# Tenascina
La tenascina è una glicoproteina adesiva, costituente della matrice extracellulare. Essa è abbondante nella matrice extracellulare degli embrioni dei vertebrati durante il loro sviluppo e riappare nelle ferite in guarigione e nello stroma di alcuni tumori, oltre che in alcuni tipi di tessuto cartilagineo.
Si conoscono 4 sottotipi di tenascina:
- Tenascina-C, capostipite della famiglia genica.[2][3]
- Tenascina-R, trovata nel sistema nervoso.
- Tenascina-X, trovata principalmente nel tessuto connettivo lasso, e se il suo gene è mutato può portare ad una forma di sindrome di Ehlers-Danlos.[4]
- Tenascina-W, trovata nel rene e nell'osso in sviluppo.

## Tenascina C
La Tenascina-C (TN-C) è la proteina più studiata della famiglia. Si trova nell'embrione, dove serve da fattore di migrazione della cresta neurale, nei tendini in via di sviluppo, nell'osso e nella cartilagine. Si tratta di una glicoproteina, codificata dal gene TNC, localizzato sul cromosoma 9 con Locus genico 9q33. L'intera regione codificante la famiglia delle tenascine si estende approssimativamente per 80 kilobasi, e tradotta produce 2.203 aminoacidi.
La TN-C è altamente espresso durante l'embriogenesi e si esprime brevemente durante l'organogenesi, mentre negli organi sviluppati l'espressione è assente o presente solo in tracce. La TN-C ha dimostrato di essere up-regolata in condizioni patologiche causate dall'infiammazione, infezione, tumorigenesi e in siti che sono soggetti a particolari forze biomeccaniche.
Ha proprietà anti-adesive, provoca l'arrotondamento (perdita di forma strutturale) di cellule in coltura tissutale dopo che viene aggiunta al mezzo di cultura. Un meccanismo per spiegare ciò è dato dalla sua capacità di legarsi alla matrice extracellulare con la glicoproteina fibronectina per bloccare le interazioni della fibronectina con specifici sindecani (singole proteine di dominio transmembrana che si pensa agiscano come co-recettori, soprattutto con i recettori accoppiati alla proteina G).
L'espressione di tenascina-C nello stroma di alcuni tumori è associato ad una prognosi infausta.
Anticorpi anti-tenascina-C sono stati utilizzati per la diagnosi e la terapia di diversi tipi di tumori.